# Мадагаскар на Светском првенству у атлетици у дворани 2018.
Мадагаскар је учествовао на 17. Светском првенству у атлетици у дворани 2018. одржаном у Бирмингему од 1. до 4. марта четрнаести пут. Репрезентацију Мадагаскара представљала је једна атлетичарка, која се такмичила у трци на 1.500 метара.,
На овом првенству такмичарка Мадагаскара није освојила ниједну медаљу. Није било нових националних, личних и рекорда сезоне.

## Учесници
Жене:
- Елијане Сахолинирина — 1.500 м

## Резултати

### Жене
| Атлетичарка          | Дисциплина | Лични рекорд | Квалификације      | Квалификације      | Финале                | Финале                | Детаљи |
| Атлетичарка          | Дисциплина | Лични рекорд | Резултат           | Место              | Резултат              | Место                 | Детаљи |
| -------------------- | ---------- | ------------ | ------------------ | ------------------ | --------------------- | --------------------- | ------ |
| Елијане Сахолинирина | 1.500 м    | 4:19,64 НР   | Није завршила трку | Није завршила трку | Није се квалификовала | Није се квалификовала |        |